# アンリ・カルタン
アンリ・ポール・カルタン（仏: Henri Paul Cartan, フランス語: [kaʁtɑ̃]、1904年7月8日 - 2008年8月13日）は、フランスの数学者。数学者エリ・カルタンの長男。ニコラ・ブルバキの創始者のひとり。

## 来歴
1904年ナンシー生まれ。1929年高等師範学校卒業。リール大学準教授を経て、1938年からストラスブール大学教授、1940年からソルボンヌ大学教授を務めた。アメリカ、ドイツなどでも教え、1975年までパリ第11大学で教鞭を執った。2008年にパリで104歳という長寿を全うした。
多変数複素関数論、ホモロジー代数に業績を残し、このうち多変数複素関数論では岡潔の業績を層 (数学)の概念を用いて整理し、多くの数学者に受け入れられるようにした。1980年のウルフ賞数学部門をはじめ数々の賞を受賞した。

## 訳書
- 『複素函数論』高橋礼司訳、岩波書店、1965年、新版2010年ほか

| スタブアイコン | サブスタブ | この項目は、まだ閲覧者の調べものの参照としては役立たない、人物に関連した書きかけの項目です。この項目を加筆・訂正などしてくださる協力者を求めています（P:人物伝/PJ:人物伝）。 |